# Rupert Murdoch
Keith Rupert Murdoch (* 11. března 1931, Melbourne) je austrálsko-americký mediální magnát a miliardář, který se stal jednou z hlavních postav globální komunikační revoluce na konci 20. století. Je považován za jednoho z nejvlivnějších lidí na světě.

## Mediální vzestup
Své vzdělání získal v anglickém Oxfordu. V roce 1954 zdědil první novinové vydavatelství. V roce 1956 koupil svůj první časopis s názvem Sunday Times, které vycházely v australském Perthu. Tím začal jeho dlouhodobý podnikatelský záměr stát se mediálním magnátem. V roce 1958 koupil první televizní stanici, o další dva roky později mezi jeho akvizice přibylo první hudební vydavatelství. V roce 1981 pak do jeho aktiv přibylo tiskové vydavatelství a v roce 1983 jeho první kabelová televizní stanice.
Od 80. let začal více investovat také do televizního zpravodajství a satelitního vysílání. V současné době soupeří s televizní divizí Disney-ABC Television mediálního konglomerátu The Walt Disney Company na asijských trzích. Od roku 1985 byl vlastníkem velké televizní společnosti Fox Broadcasting Company, která od roku 1996 provozuje zpravodajský kanál Fox News a pokrývá kolem 97 % území USA. Dne 21. září 2023 předal vládu nad Fox a News Corp svému nejstaršímu synovi Lachlanu Murdochovi.

## Politický postoj

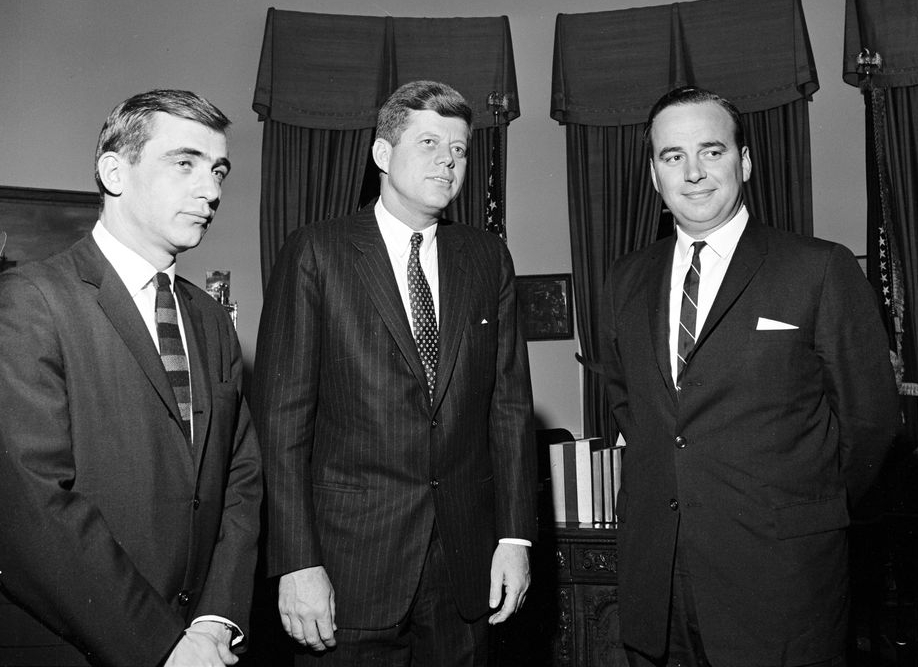
Prezident John F. Kennedy přijal Ruperta Murdocha (vpravo) v Oválné pracovně Bílého domu ve Washingtonu, D.C.

Od roku 1972 začal přispívat na politické kampaně kandidujícím politikům a jeho příspěvky v průběhu času postupně rostly. Je velkým příznivcem amerických republikánů (speciálně její konzervativní frakce), a obdivovatelem politického působení bývalých prezidentů USA Ronalda Reagana i George Herberta a George Walkera Bushových. Naopak nepřízeň chová k rodině Kennedyů a politikům Demokratické strany obecně. V době vlády prezidenta USA Donalda Trumpa (2017–2021) se s prezidentem Trumpem sbližoval a také s ním až třikrát týdně telefonicky hovořil. V roce 2025 však Trump zvažoval, že na Murdocha podá žalobu v souvislosti s odhaleními deníku The Wall Street Journal o Trumpových kontaktech s pedofilem a sexuálním delikventem Jeffreym Epsteinem.

## Mediální rozpětí v současnosti
Rupert Murdoch vlastní společnosti News Corporation a 20th Century Fox, které ovládají:
- 9 satelitních televizních sítí
- 40 televizních stanic
- 100 televizních kabelových kanálů
- 40 knižních vydavatelství
- 175 novinových periodik
- 1 filmové studio[12]

Jeho aktiva tvoří největší mediální síť (vlastněnou jedním člověkem) na světě.

### Některé jeho akvizice
- The Sun, britský deník
- The Times (1981)
- The Sunday Times
- The New York Post
- 67 % akcií v Star TV, satelitní vysílání (80. léta)
- 40 % akcií v British Sky Broadcasting, provozovateli satelitní platformy Sky Digital (1997)
- Harper and Row/Harper-Collins, nakladatelství
- Los Angeles Dodgers, baseballový klub
- New York Knicks, basketbalový klub
- 20th Century Fox, filmová společnost
- Fox Broadcasting Company (1985), televizní síť (od roku 1996 s jejím hlavním zpravodajským kanálem Fox News Channel), která pokrývá kolem 97 % území USA
- Dow Jones & Co. s indexem Dow Jones Industrial Average (za 5,6 mld dolarů)[13][14]

### Dosah médií vlastněných Rupertem Murdochem
- jeho televizní síť (pouze ve Spojených státech) osloví 280 milionů Američanů
- jeho satelitní síť, kterou buduje v Asii, dosáhne ke 300 milionům lidí
- jeho kabelová televizní síť dosáhne do 300 milionů domácností
- časopisy a jiné tiskoviny vydávané jím vlastněnými nakladatelstvími se dostanou do rukou 28 milionů čtenářů[15]

## Kritika
Podle týdeníku The Economist dosáhla jeho korporace v letech 1987–1998 zisk ve výši 2,3 miliard dolarů, ale nezaplatila z něj daň z příjmu.
Když Murdochův časopis News of the World v roce 2008 zveřejnil skandální zprávy o Maxovi Mosleym, prezidentovi Formule 1, zažaloval Mosley tento časopis kvůli tajným odposlechům a nahrávkám a útoky na jeho soukromí. Mosley uspěl, neboť soud konstatoval, že reportéři časopisu překročili hranici etiky a dobrých mravů. Případ se rozrostl do úrovně, kdy tehdejší britský ministr David Cameron požádal o oficiální vyšetřování. Nadto vyšly najevo další nehezké praktiky Murdochových médií – mimo jiné: odposlouchávání celebrit včetně členů královské rodiny, také telefonů obětí vražd a terorismu nebo podplácení policistů za tipy pro reportáže o takových událostech.

## Osobní život

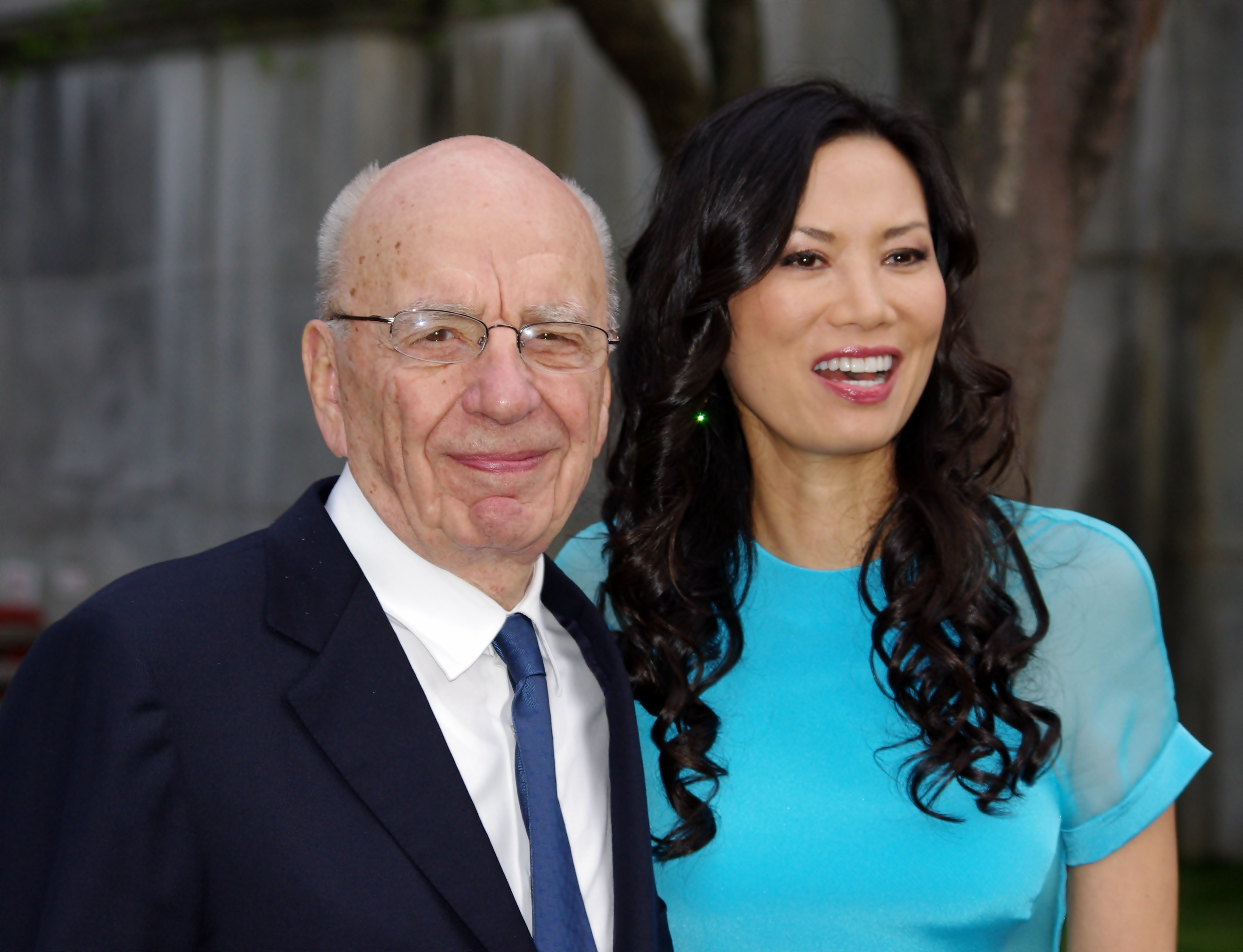
Rupert Murdoch a jeho třetí manželka Wendi Deng v roce 2011

V roce 1999 si vzal za ženu Číňanku Wendi Deng (čínsky 鄧文迪), kterou potkal údajně v roce 1997 na firemním večírku. Vychovali spolu dvě dcery. Jeho o 36 let mladší manželka mu pomáhala proniknout na mediální trh v Číně. Po 14 letech manželství se Rupert Murdoch rozhodl pro rozvod. V lednu 2016 ve věku 84 let oznámil své zasnoubení s Jerry Hallovou, exmanželkou Micka Jaggera.

## Vyznamenání
- společník Řádu Austrálie (Austrálie, 26. ledna 1984)[24]
- Medaile 100. výročí federace (Austrálie, 1. ledna 2001)[25]
- rytíř velkokříže Řádu svatého Řehoře Velikého (Vatikán)

### Audiovizuální dokumenty
- Outfoxed: Rupert Murdoch's War On Journalism
- Breaking The Mirror: The Murdoch Effect, 1997, 52 minut, režie: John Pilger